# Jack White (basket-ball)
Pour les articles homonymes, voir Jack White (homonymie).
Jackson Thomas White, né le 5 août 1997 à Traralgon en Australie, est un joueur australien de basket-ball évoluant au poste d'ailier et mesurant 1,98 m.

## Biographie
Il joue avec les Blue Devils de Duke en université pendant quatre saisons.
Lors de la draft 2022, il n'est pas sélectionné. 
En juillet 2022, il signe un contrat two-way avec les Nuggets de Denver.
En juillet 2023, il signe au Thunder d'Oklahoma City pour deux saisons. Il est coupé en octobre 2023.
En avril 2024, il signe pour 10 jours avec les Grizzlies de Memphis.

## Statistiques

### Universitaires
Les statistiques de Jack White en matchs universitaires sont les suivantes :
| Saison    | Équipe   | Matchs | Titul. | Min./m | % Tir | % 3pts | % LF  | Rbds/m. | Pass/m. | Int/m. | Ctr/m. | Pts/m. |
| --------- | -------- | ------ | ------ | ------ | ----- | ------ | ----- | ------- | ------- | ------ | ------ | ------ |
| 2016-2017 | Duke     | 10     | 0      | 6,1    | 66,7  | 50,0   | 80,0  | 1,30    | 0,10    | 0,10   | 0,20   | 2,10   |
| 2017-2018 | Duke     | 28     | 0      | 5,7    | 40,9  | 16,7   | 100,0 | 1,50    | 0,30    | 0,30   | 0,20   | 0,80   |
| 2018-2019 | Duke     | 35     | 3      | 20,5   | 35,9  | 27,8   | 85,2  | 4,70    | 0,70    | 0,60   | 1,10   | 4,10   |
| 2019-2020 | Duke     | 30     | 7      | 15,6   | 38,8  | 32,7   | 72,2  | 2,90    | 0,80    | 0,70   | 0,70   | 3,10   |
| Carrière  | Carrière | 103    | 10     | 13,6   | 38,4  | 28,8   | 80,7  | 3,00    | 0,60    | 0,50   | 0,70   | 2,70   |

## Palmarès et distinctions
- Champion NBA en 2023 avec les Nuggets de Denver
- Champion de la Conférence Ouest en 2023 avec les Nuggets de Denver
- Champion NBL 2021